# Sophie-Hedwige de Saxe-Mersebourg
Sophie-Hedwige de Saxe-Mersebourg (4 août 1660 - 2 août 1686), est une noble allemande membre de la maison de Wettin, et par mariage duchesse de Saxe-Saalfeld.
Née à Mersebourg, elle est la fille de Christian Ier de Saxe-Mersebourg et de Christine de Schleswig-Holstein-Sonderbourg-Glücksbourg.

## Biographie
À Mersebourg le 18 février 1680 Sophie-Hedwige épouse Jean-Ernest de Saxe-Saalfeld. Tous deux appartenaient à la maison de Wettin: elle est membre de la branche albertine, tandis que son mari appartient à la branche ernestine. Trois ans auparavant (1677), sa sœur aînée, Christiane, épouse Christian de Saxe-Eisenberg, l'un des frères aînés de Jean-Ernest, et c'est probablement cette union qui est déterminante pour ce futur mariage.
Cinq enfants naissent, dont seulement deux parviennent à l'âge adulte :
- Christiane-Sophie (Saalfeld, 14 juin 1681 – Saalfeld, 3 juin 1697).
- Fille mort-née (Saalfeld, le 6 mai 1682).
- Christian-Ernest de Saxe-Cobourg-Saalfeld (Berlin, 18 août 1683 – Saalfeld, 4 septembre 1745).
- Charlotte-Wilhelmine de Saxe-Cobourg-Saalfeld (Saalfeld, le 4 mai 1685 – Hanau, 5 avril 1767), mariée le 26 décembre 1705 à Philippe-Reinhard de Hanau-Münzenberg.
- Fils mort-né  (Saalfeld, 2 août 1686).

Sophie-Hedwige est morte en couches à Berlin, deux jours avant ses vingt-six ans. Elle est enterrée dans la Johanniskirche, à Saalfeld.